# Joseph Fielding McConkie
Joseph Fielding McConkie (ur. 3 kwietnia 1941 w Salt Lake City, zm. 10 października 2013 w Orem) – amerykański teolog i misjonarz. Potomek prominentnej mormońskiej rodziny, syn Bruce'a McConkiego. Misję odbył na Wyspach Brytyjskich. Absolwent Uniwersytetu Brighama Younga, doktorat uzyskał w 1973. Zawodowo związany z Kościelnym Systemem Edukacji, kierował Instytutem Religii przy Uniwersytecie Waszyngtońskim w Seattle (od 1973 do 1977). Od 1977 wykładowca na wydziale religii macierzystej uczelni, pracował nań przez trzy dekady. Zajmował się głównie mormońską doktryną oraz pismami świętymi, ceniony był za swoje umiejętności egzegetyczne. Zwolennik interpretowania tekstu biblijnego w świetle całego mormońskiego kanonu. Opowiadał się za konserwatywnym podejściem do krytyki Kościoła Jezusa Chrystusa Świętych w Dniach Ostatnich oraz do prawdziwości Księgi Mormona. Otrzymywał liczne powołania, w tym prezydenturę palika oraz mormońskiej misji w Edynburgu. Autor przeszło 30 książek, w tym komentarza doktrynalnego Revelations of the Restoration oraz biografii swego ojca The Bruce R. McConkie Story: Reflections of a Son.

## Życiorys

### Pochodzenie
Pochodził z rodziny ściśle związanej z Kościołem Jezusa Chrystusa Świętych w Dniach Ostatnich. Jego ojciec, Bruce R. McConkie, był autorem cenionych prac o charakterze doktrynalnym oraz członkiem Kworum Dwunastu Apostołów. Matka z kolei, Amelia Smith, jako córka Josepha Fieldinga Smitha wywodziła się z założycielskiej rodziny całego ruchu świętych w dniach ostatnich. Wśród jego przodków znaleźli się też Oscar W. McConkie oraz Joseph F. Smith.
Rodowód McConkiego od strony matki jest dobrze udokumentowany od XVII wieku. Pierwszy Smith, który zamieszkał na kontynencie amerykańskim, Robert, przybył do Bostonu z Anglii w 1638. Od strony ojca jego pochodzenie można wywieść ze Szkocji. Klan, którego częścią była rodzina, osiedlił się w regionie Highlands na szkockim północno-zachodnim wybrzeżu w X wieku. Pierwszy McConkie w Ameryce Północnej, Robert, osiedlił się w Pensylwanii pod koniec XVIII wieku.

### Młodość, wykształcenie i działalność edukacyjna
Urodził się w Salt Lake City. Nazwany został na cześć swego macierzystego dziadka. Kształcił się w Olympus High School w rodzinnym mieście, ukończył ją w 1959. Podjął następnie studia na Uniwersytecie Brighama Younga (BYU). Misję, w kulturze mormońskiej tradycyjnie podejmowaną wówczas przez młodych mężczyzn, odbył na Wyspach Brytyjskich. Ukończył studia w 1965, krótko później zatrudniony został przez Kościelny System Edukacji (CES) oraz skierowany do Bountiful w charakterze nauczyciela seminarium. Kontynuował zdobywanie wykształcenia na macierzystej uczelni, doktorat uzyskał w 1973.
W połowie lat 60. powołany do służby wojskowej, przez trzy lata wypełniał obowiązki mormońskiego kapelana. Skierowany w owym czasie również do Wietnamu, spędził w tym kraju rok. Po opuszczeniu sił zbrojnych powrócił do pracy w CES, prowadząc zajęcia seminaryjne w szkołach średnich w Salt Lake City. W 1973 został mianowany dyrektorem mormońskiego Instytutu Religii przy Uniwersytecie Waszyngtońskim w Seattle. Pełnił tę funkcję aż do 1977, kiedy to związał się zawodowo z BYU. Na wydziale religii tegoż uniwersytetu wykładał przez trzy dekady.

### Poglądy

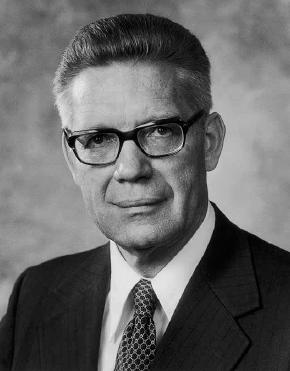
Bruce R. McConkie, ojciec Josepha Fieldinga

Jego zainteresowania badawcze koncentrowały się wokół doktryny oraz pism świętych macierzystej wspólnoty religijnej. Podkreślał istotność oparcia zarówno nauczania jak i studiowania kwestii doktrynalnych na objawieniach, które otrzymać miał Joseph Smith. Postulował, za swoim ojcem, konieczność włączenia do rozważań nad Biblią wiedzy zawartej w innych częściach mormońskiego kanonu. Odrzucał zarzut, zgodnie z którym taka perspektywa równa się w istocie wpisywaniu mormonizmu w poprzedzające go o wiele stuleci starożytne teksty. W holistycznym podejściu do analizy pism świętych widział oznakę pełnego nawrócenia oraz wyraz całkowitej wiary w pierwotny, przywrócony charakter mormońskiej doktryny. Ceniony za swe umiejętności egzegetyczne, znany był z wytrwałości i z rygorystycznego podejścia do  analizy tekstów przynależnych do mormońskiego kanonu.
Mówiąc o nauczaniu, podkreślał, jak istotne jest poleganie w nim na Duchu Świętym. Wychodził takoż z założenia, że osoba posiadająca dar Ducha Świętego ma inherentną przewagę w czytaniu i rozumieniu pism świętych nad osobą, która takowego daru nie posiada. Uznawał otrzymywanie osobistych objawień za duchowe prawo każdego świętego w dniach ostatnich. Argumentował dodatkowo, że zabieganie o takowe objawienia jest obowiązkiem wiernego.
Był zwolennikiem konserwatywnego, tradycjonalistycznego podejścia do krytyki Kościoła. Uważał, że apologetyka nie jest obszarem aktywności o szczególnym znaczeniu. Znacznie większe znaczenie w reakcji na głosy krytyczne przypisywał świadczeniu o przywróconej ewangelii. Odpowiadanie na konkretne zarzuty zrównywał z przyczynianiem się do utrwalania ducha niezgody potępionego przez Chrystusa w dwudziestym dziewiątym wersecie jedenastego rozdziału 3. Księgi Nefiego. Jego stanowisko w tej kwestii odzwierciedla poglądy takich przedstawicieli władz naczelnych jak Boyd K. Packer, Carlos E. Asay czy Marvin J. Ashton. Można je również harmonijnie połączyć z okólnikiem Pierwszego Prezydium z 1983, mówiącym, że nie jest rzeczą ani mądrą ani właściwą, by odpowiadać na wszelką krytykę.
Na konserwatywnym stanowisku stał również w swym podejściu do prawdziwości Księgi Mormona. Zamiast poszukiwać jej potwierdzenia w badaniach archeologicznych szukał go raczej w wierze, dzięki wierze właśnie przyjmując, że chrystologia, soterologia i ogólna teologia tej księgi jest spójna ze starożytną religią Izraelitów.
Uznawał, że Adam został zrodzony fizycznie przez niebiańskich rodziców, i że jako taki posiadał nieśmiertelne ciało. Powoływał się przy tym na dwudziesty drugi wers szóstego rozdziału Księgi Mojżesza, mówiący o Adamie, synu Boga. Wysoko cenił Wykłady o wierze, serię wykładów poświęconych doktrynie i teologii wczesnego mormonizmu. Odwoływał się tym samym do tradycji rodzinnej, zajmując w tej kwestii stanowisko tożsame z opinią tak swego ojca jak i swego dziadka, Josepha Fieldinga Smitha. Sprzeciwiał się przy tym stwierdzeniom, zgodnie z którymi wykłady ukazują ewolucję poglądów Josepha Smitha na naturę Osób Boskich.

### Dorobek twórczy
Dorobek McConkiego obejmuje przeszło 30 książek, w tym obszerny komentarz doktrynalny Revelations of the Restoration (2000), a także Valiant in the Testimony of Christ (2009), 50 Truths the Devil Doesn't Want You to Know (2013), Here We Stand (1995), Gospel Symbolism (1985) czy Sons and Daughters of God (1994). Pozostawił po sobie również biografię ojca, The Bruce R. McConkie Story: Reflections of a Son (2003). 
Posługiwał w różnych powołaniach w Kościele. Był biskupem, wyższym doradcą, zasiadał w prezydium palika, wreszcie został poparty jako prezydent palika. Zaangażowany w pracę misyjną, w tym jako prezydent misji szkockiej z siedzibą w Edynburgu (1989-1992). W późniejszym okresie życia służył również jako pieczętujący w świątyni Mount Timpanogos. Zmarł na skutek choroby nowotworowej, został pochowany w Salt Lake City.

### Rodzina i życie prywatne
28 września 1966 w świątyni w Salt Lake City poślubił Brendę Pearl Kempton. Para doczekała się dziewięciorga dzieci i 29 wnuków. Znany z poczucia humoru. W młodości otrzymał od swego ojca błogosławieństwo, w którym obiecano, iż jego słowa będą niosły ze sobą nadzwyczajną siłę, tak w piśmie, jak i w mowie.